# Li & Fung
Li & Fung Limited (kinesisk: 利豐有限公司) (HKEX: 0494) er et handelskonglomerat fra Hongkong, som leverer tidsfølsomme forbrugsvarer i stort styktal fra et omfattede netværk af leverandører og distributører. Beklædning udgør 2/3 af Li & Fungs forretning, som også omfatter handel af modeartikler, møbler, gaveartikler, håndværk, produkter til hjemmet, kampagne-merchandise, legetøj, sportsartikler og rejseartikler.

## Historie
Virksomheden er etableret i 1906 af Fung Pak-liu (død 1943), en skolelærer som benyttede sin opsparede kapital fra lærerjobbet som engelsklærer og partneren Li To-ming, en lokal købmand hvis familie ejede en porcelænsbutik. Li solgte i 1946 sin andel til Fung-familien.
Fra hovedsædet i Guangzhou (Canton) var det en eksportvirksomhed som eksporterede porcelæn, fyrværkeri, jadehåndværk og silke til især USA.
I 1937 blev virksomheden registreret i Hongkong af Fungs søn Fung Hon-chu, således kunne der drages nytte af den britiske kolonis oceangående skibe. Efter 2. Verdenskrig, lukkede Kina for international handel og virksomheden måtte fokusere på eksport af varer fra Hongkong.. Koncernen blev nu ledet af af Fung Hon-chu, søn af grundlæggeren og far til de nuværende to ledende brødre William og Victor. Li & Fung blev en stor eksportør af beklædning, legetøj, parykker og plastikblomster.
William og Victor Fung blev uddannet i USA og arbejdede der, før de vendte hjem til familiefirmaet i begyndelsen af 1970'erne, hvor firmaet brooker-rolle var blevet presset af både producenter og importører. De reetablerede virksomheden til at tilbyde services til producenterne og handelsløsninger i Asien.
Senere igen blev markedet udvidet til Mexico, Honduras, Guatemala, USA, Tyrkiet, Egypten, Tunesien og Europa.
Li & Fung Ltd. blev børsnoteret på Hong Kong Stock Exchange i 1992.

## Forretningsområder
Li & Fung koordinerer fremstilling og distributionen af varer fra hovedkvarteret i Hongkong, det sker desuden gennem 300 kontorer og distributionscentre i mere end 40 lande. Virksomheden ejer ingen væve, symaskiner eller tekstilfabrikker, alt arbejde udføres via leverandører som har kontrakter med Li & Fung. Fokus på lave omkostninger har betydet at størstedelen af produktionen foregår i Asien, men i de senere år også Middelhavsområdet, Østeuropa og Centralamerika, hvor der er kort afstand til markederne i USA og Europa, hvilket sparer transporttid.
Li & Fung er medlem af Fung Group, som også omfatter private detailhandelsforretninger og børsnoterede distributionsselskaber som Toys "R" Us og Circle K franchise. With an annual turnover of US$20 billion in 2011, Li & Fung (Trading) Limited employs about 28,000 people worldwide.
Li & Fung er investor og partner i Future Supply Chains i Future Group i Indien.
Kontrollen med virksomheden haves af grundlæggerens barnebørn Victor og William Fung, ofte kendt som ‘the Fung brothers’. Sammen ejer de 32 % af det børsnoterede selskab og procentdele i det unoterede moderselskab.
Shiu Fung Fireworks, Ltd., producerer Black Cat-må fireworks, fra Hongkong.